# David Robb
David Robb (* 23. August 1947 in London, England) ist ein britischer Schauspieler und Synchronsprecher.

## Leben
Der Schotte Robb wurde am 23. August 1947 in London als Sohn von David Robb und Elsie Tilley geboren. Er wuchs in Edinburgh auf und besuchte die dortige Royal High School. Bereits während dieser Zeit interessierte er sich für das Schauspiel und verkörperte unter anderem die historische Rolle des Heinrich II. im Stück Becket unter der Regie von Jean Anouilh.
Von 1978 bis zu ihrem Tod im Jahr 2013 war er mit der Schauspielerin Briony McRoberts verheiratet. Seit 2004 läuft Robb beim jährlich stattfindenden Edinburgh-Marathon mit und sammelt Geld für eine Stiftung, die sich der Erforschung von Leukämie widmet.
Robb gab 1969 im Kurzfilm Medieval England: The Peasants Revolt sein Filmdebüt. Es folgten Episodenrollen in Fernsehserien und Nebenrollen in größeren Filmproduktionen wie 1977 in Die Standarte. 1982 übernahm er im Film Ivanhoe die Rolle des Robin Hood. 1984 war er in drei Episoden der Miniserie Die letzten Tage von Pompeji in der Rolle des Sallust zu sehen. 1988 mimte er den George Anglesmith im Film Die Täuscher 1994 übernahm er mit der Rolle des Richard Löwenherz im Film Hellbound erneut eine historische Charakterrolle. Ende der 1990er Jahre übernahm er die Rolle des Dr. Livesey im Spielfilm Schrecken der Karibik – Die Schatzinsel. Von 2010 bis 2015 stellte er den Dr. Clarkson in insgesamt 34 Episoden der Fernsehserie Downton Abbey dar.
1996 lieh er der Figur des Ginger im Animationskurzfilm Famous Fred seine Stimme. Er sprach auch verschiedene Figuren in Videospielen.

## Filmografie (Auswahl)
- 1969: Medieval England: The Peasants Revolt (Kurzfilm)
- 1970: Villette (Fernsehserie, 3 Episoden)
- 1974: The Swordsman
- 1975: Die Schande des Regiments (Conduct Unbecoming)
- 1976: Romeo and Juliet (Fernsehfilm)
- 1977: Die Standarte
- 1978: The Four Feathers (Fernsehfilm)
- 1979: The Legend of King Arthur (Fernsehserie, 7 Episoden)
- 1980: Hamlet, Prince of Denmark (Fernsehfilm)
- 1981: Im Land des Feuerbaums (The Flame Trees of Thika, Fernseh-Miniserie, 7 Episoden)
- 1982: Ivanhoe (Fernsehfilm)
- 1982: Charles & Diana: A Royal Love Story (Fernsehfilm)
- 1983: The Wars
- 1984: Die letzten Tage von Pompeji (The Last Days of Pompeii/Gli ultimi giorni di Pompei, Miniserie, 3 Episoden)
- 1984: Morte d’Arthur (Fernsehfilm)
- 1985: Raoul Wallenberg (Fernsehfilm)
- 1985: Off Peak (Fernsehfilm)
- 1986: First Among Equals (Fernseh-Miniserie, 10 Episoden)
- 1987: Erfüllte Träume (Dreams Lost, Dreams Found, Fernsehfilm)
- 1988: Freedom Fighter (Fernsehfilm)
- 1988: Die Täuscher (The Deceivers)
- 1989: The Man Who Lived at the Ritz (Fernsehfilm)
- 1991: Up the Garden Path (Fernsehserie, 6 Episoden)
- 1992: ...und griffen nach den Sternen (To Be the Best, Fernsehfilm)
- 1992–1993: Strathblair (Fernsehserie, 20 Episoden)
- 1993: Swing Kids
- 1994: Hellbound
- 1995–2003: Casualty (Fernsehserie, 9 Episoden)
- 1997: Regeneration
- 1997: Sarah und das Wildpferd (The Princess Stallion, Fernsehfilm)
- 1997: The House of Angelo
- 1999: Schrecken der Karibik – Die Schatzinsel (Treasure Island)
- 2000: Headless (Fernsehserie)
- 2000: Inspector Barnaby (Fernsehserie, 1 Episode)
- 2001: EastEnders (Fernsehserie, 4 Episoden)
- 2004: The Life and Death of Peter Sellers
- 2007: Elizabeth – Das goldene Königreich (Elizabeth: The Golden Age)
- 2009: Victoria, die junge Königin (The Young Victoria)
- 2009: From Time to Time (From Time to Time – Unlock The Secrets Of The Past)
- 2010–2015: Downton Abbey (Fernsehserie, 34 Episoden)
- 2015: Wölfe (Wolf Hall, Fernsehserie, 5 Episoden)
- 2016: Sacrifice – Todesopfer (Sacrifice)
- 2017: Against the Law (Fernsehfilm)
- 2021: All Those Small Things
- 2022: Downton Abbey II: Eine neue Ära (Downton Abbey: A New Era)

## Synchronisation (Auswahl)
- 1996: Famous Fred (Animationskurzfilm)
- 2000: James Bond – Die Welt ist nicht genug (The World Is Not Enough, Videospiel)
- 2003: Secret Weapons Over Normandy (Videospiel)
- 2004: Harry Potter und der Gefangene von Askaban (Harry Potter and the Prisoner of Azkaban, Videospiel)
- 2004: Star Wars: Battlefront (Videospiel)
- 2004: Star Wars: Knights of the Old Republic II: The Sith Lords (Videospiel)
- 2005: Mercenaries: Playground of Destruction (Videospiel)
- 2005: Double Take (Fernsehserie)
- 2007: Harry Potter und der Orden des Phönix (Harry Potter and the Order of the Phoenix, Videospiel)
- 2007: Lost Worlds (Fernsehserie, 2 Episoden, Erzähler)
- 2011: Total War: Shogun 2 (Videospiel)
- 2013: Total War: Rome II (Videospiel)
- 2014: Alien: Isolation (Videospiel)
- 2016: Total War: Warhammer (Videospiel)
- 2017: Total War: Warhammer II (Videospiel)
- 2020: Beyond a Steel Sky (Videospiel)